# Çanakkale
Pour la province, voir Çanakkale (province).
Çanakkale est une ville de Turquie, préfecture de la province du même nom, située sur les bords du détroit des Dardanelles. Jusqu'à une date récente, on l'appelait Tchanak en français, et les historiens parlent de « l'affaire de Tchanak » pour désigner la grave crise avec les Britanniques en 1922.
La ville fut fondée par Mehmed II le Conquérant à proximité de la ville antique d'Abydos. Il y construisit une forteresse, qui prit d'abord le nom de Kale-i Sultaniye ou Sultanié Kalessi « château du Sultan » avant de prendre le nom de Çanakkale, littéralement « château du pot », en raison de sa forme. Cette forteresse est également appelée Château d'Asie, par opposition au Château d'Europe (Kilitbahir) qui lui fait face de l'autre côté du détroit.
Dans cette ville ont eu lieu des combats sanglants au cours des différentes batailles des Dardanelles. Aussi trouve-t-on aux alentours de nombreuses sépultures militaires. En plein cœur du parc national historique de la péninsule de Gallipoli, Çanakkale doit sa renommée au fameux site archéologique de Troie ainsi qu’aux vestiges d’Assos, situés non loin.
Çanakkale possède un aéroport (code AITA : CKZ).
Çanakkale possède son université, l'université de Çanakkale (tr) (en turc : Çanakkale Onsekiz Mart Üniversitesi).

## Tourisme
La province est particulièrement riche en site touristiques de toutes sortes :
- Parc national historique de la péninsule de Gallipoli (Gallipoli)
- Vestiges de Troie, d'Assos, d'Abydos,  de Sigée et de Sestos
- Musée archéologique de Çanakkale
- Musée de Troie
- Stations thermales de Kestanbolu, de Tepeköy, de Külcüler, de Çan, de Kürazlı et de Balaban
- Mosquées

## Jumelage
Osnabrück (Allemagne) depuis 2004